# مهدی پرتوی
محمدمهدی پرتوی (۱۳۲۶–۱۳۹۸)، با نام مستعار «خسرو» مسئول سازمان مخفی حزب توده و مسئول و رابط سازمان نظامی حزب توده با نظامیان متقاضی ارتباط با حزب بود. او بعد از یورش دوم به حزب در شب ۶ اردیبهشت ۱۳۶۲ و در پی دستگیری‌اش، «تواب» شد و با اعلام انزجار از گذشته مبارزاتی خود، به همکاری کامل با مقامات دادستانی و امنیتی جمهوری اسلامی روی آورد. این همکاری شامل شرکت در تمام مراحل دستگیری، بازجویی و شهات علیه هم‌رزمان سابق‌اش در دادگاه‌های انقلاب می‌شد. او در پی افشای نقش‌اش در رهبری شاخه مخفی ابتدا به اعدام محکوم شد، اما این حکم سپس به چند سال حبس تقلیل پیدا کرد. مهدی پرتوی، نقش پررنگی در بازداشت و اعدام صادق قطب‌زاده به اتهام انجام کودتا داشت و نقش مهمی در افشای طرح کودتای نوژه به مقامات جمهوری اسلامی ایفاء کرد که منجر به افشای طرح و شکست کودتا شد.

## فعالیت‌های سیاسی
فعالیت‌های سیاسی پرتوی در سال ۱۳۵۰ و در مخالفت با جشن‌های ۲۵۰۰ ساله آغاز شد که به دستگیری او انجامید. وی پس از زندان با رحمان هاتفی آشنا شد و فعالیت‌های سیاسی خود را با حزب توده ادامه داد.

## تشکیل گروه نوید
مهدی پرتوی در آغاز دهه پنجاه به همراه رحمان هاتفی معاون وقت سردبیر روزنامه کیهان گروهی را تحت نظارت حزب توده (که در آن زمان مقیم آلمان شرقی بود)، بنام نوید ایجاد می‌کنند. در این مجموعه پرتوی مسئول چاپخانه و چاپ نشریه نوید بود. گروه نوید از سوی دیگر با برخی از اعضای جدا شده از سازمان چریک‌های فدایی خلق نیز وارد ارتباط شده و با آغاز تظاهرات و مخالفت‌ها با رژیم پهلوی در سال ۱۳۵۶ سازمان نوید نسبت به جذب افسران ارتش که تمایلات توده ای نیز داشتند اقدام کرده و عملاً به عنوان بدلی از حزب توده فعالیت‌های خود را در ایران گسترش داد.
بعد از انقلاب سازمان نوید رسماً از سوی حزب توده تبدیل به سازمان مخفی این مجموعه تبدیل شده و مسئولیت اعضای توده ای که در نهادهای نظامی و امنیتی بودند را بر عهده گرفت. با دستگیری اول پرتوی در سال ۱۳۵۹ مسئولیت این سازمان به هاتفی سپرده شد. اما دوباره پرتوی به عنوان مسئول سازمان به کارش ادامه داد.
مهدی پرتوی در سال ۱۳۵۹ به همراه دو نفر از اعضای سازمان نوید از یکی از مظنونین در یک گروه تروریستی که توسط حزب توده کشف شده بود به دستور آیت الله قدوسی بازجویی کرده و سپس اطلاعات حاصله را به دادستانی تحویل دادند.

## دستگیری و همکاری

از راست: سرهنگ بیژن کبیری - مهدی پرتوی - سرهنگ هوشنگ عطاریان در دادگاه

محمدمهدی پرتوی دراردیبهشت سال ۶۲ دستگیر و در دادگاه به اعدام محکوم شد. برخی از اعضای حزب توده مانند محمدعلی عمویی معتقد هستند که او با دستگاه‌های امنیتی جمهوری اسلامی همکاری کرده است. او به همراه برخی از اعضای شاخص سازمان مخفی حزب توده مانند سرهنگ هوشنگ عطاریان، سرهنگ بیژن کبیری، ناخدا بهرام افضلی و … محکوم به اعدام شد، اما این حکم تنها برای پرتوی تبدیل به حبس شده و بقیه اعضا اعدام شدند. برخی از اعضای حزب توده حتی بر این عقیده‌اند که او پس از دستگیری به عنوان بازجوی رهبران حزب توده فعالیت کرده است.
ادعا شده که وی در دیدار با رینالدو گالیندو پل گفته است: «من رئیس تشکیلات مخفی بوده‌ام و ما با شوروی‌ها ارتباط داشته‌ایم و در ارتش نفوذ کرده بودیم. این رفتار من برای کیانوری و عمویی خیلی سنگین آمد.
وی در مورد نوع همکاری اطلاعاتی سازمان مخفی حزب توده با شوروی می‌گوید:
کیانوری شخصاً خودش با کانال‌هایی که داشت در مورد خط مشی حزب مشورت می‌کرد و طبیعی بود که باید اطلاعات به آنها بدهد. بحث دیگری هم وجود داشت که من درگیرش شدم و آن اطلاعاتی بود که شوروی‌ها از سلاح‌های آمریکایی موجود در ایران خواسته بودند؛ سلاح‌هایی وجود داشت که ویژگی‌های فنی‌اش برای آنها ناشناس بود؛ مثل جنگنده‌های F14، موشک فینیکس، هارپون و نظیر اینها که برایشان بسیار حیاتی بود. به تدریج وقتی ارتباطات نظامی برقرار شد و تعداد اعضای نظامی عضو حزب رو به فزونی گذاشت، قرار شد این ارتباطات سازماندهی شود.
اواخر سال ۵۸، کیانوری از من خواست که اطلاعات فنی‌ای را که عمدتاً در عرصه نیروی هوایی و دریایی بود، به شوروی بدهم. این موضوع برای ما حل شده بود. با توجه به نوع ایدئولوژی که داشتیم و معتقد بودیم یک طرف اردوگاه آمریکا و طرف دیگر شوروی است و آمریکا دشمن است و مسئله‌ای ندارد که اطلاعات سری سلاح‌ها را به شوروی بدهیم.

برخی افراد به خصوص از هُمافران بودند که نقش زیادی در تحولات انقلاب داشتند و به اسناد برخی مراکز دسترسی داشتند، یا برخی افراد که در کمیته‌های انقلابی حضور داشتند، ما این اطلاعات را تهیه کردیم و در چند مقطع در اختیار شوروی قرار دادیم.

## ترجمه و فعالیت‌های پس از زندان
مهدی پرتوی پس از آزادی از زندان و با نام «مهدی حقیقت‌خواه» به ترجمه متون تاریخ سیاسی روی آورد و حدود ۵۰ عنوان کتاب از زبان انگلیسی ترجمه کرد.

## آثار
- تاریخ ملل: چگونه هویت ملت‌ها شکل گرفت، پیتر فورنادو
- امپراتوی آشور، دان ناردو
- محاکمات نورنبرگ، جان داونپورت
- هند باستان، نیکی کدی
- گذرگاه‌های تاریخ، ایگورمیخائیلوویچ دیاکونوف
- انقلاب فرانسه، فیلیس کورزین
- ایران دوران قاجار و برآمدن رضاخان، نیکی کدی
- انقلاب کشاورزی، کاترین لانگ
- ایران و جنگ جهانی اول- میدان نبرد قدرت‌های بزرگ، تورج اتابکی
- تفتیش عقاید، دبورا بکرک
- جنبش زنان در آمریکا، دان ناردو
- رویارویی فکری ایرانیان با مدرنیت، فرزین وحدت
- عصر استعمارگری، دان ناردو
- عصر روشنگری، جان دان